# Головрато попче
Головрато попче (Babka gymnotrachelus) е вид лъчеперка от семейство Попчеви (Gobiidae), единствен представител на род Babka.

## Разпространение
Видът е разпространен в Азербайджан, Беларус, България, Грузия, Иран, Казахстан, Молдова, Румъния, Русия, Туркменистан, Турция и Украйна.